# Xgħajra
Xgħajra ([ˈʃɐɪ̯rɐ], auch Ix-Xgħajra genannt, italienisch Sciaira) ist eine Gemeinde an der Südost-Küste der Insel Malta, etwa in der Mitte zwischen Valletta und Marsaskala. Es hat 1946 Einwohner (Stand 31. Dezember 2020).

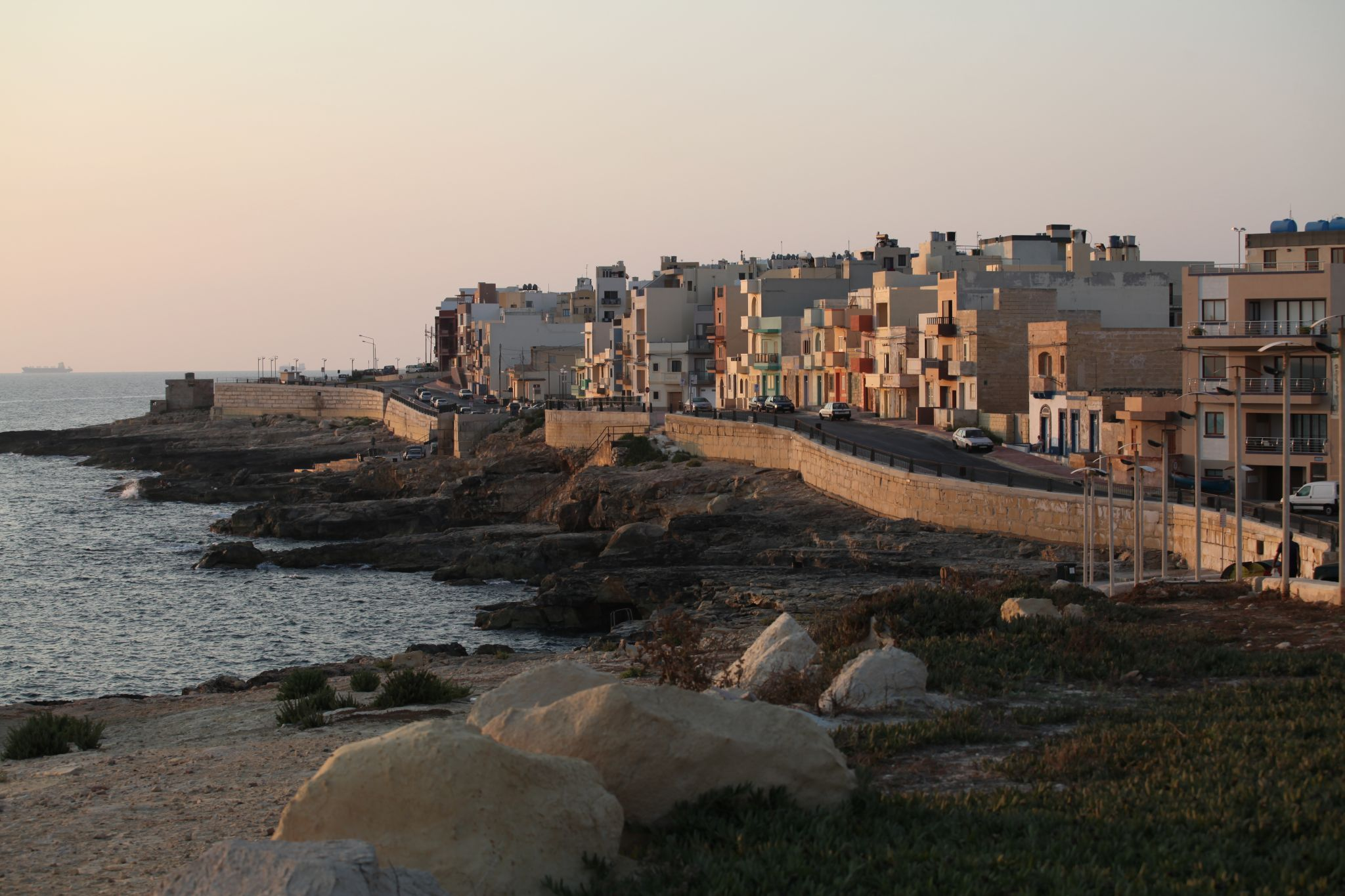
Blick auf Xgħajra am Abend

Im Ort befand sich der berühmte Wachtturm Santa Maria Delle Grazie. Dieser Turm wurde von den Malteserrittern im Jahr 1622 unter Alof de Wignacourt (1547–1622), der von 1601 bis 1622 Großmeister des Malteserordens auf Malta war, erbaut. Die Briten zerstörten den Turm im Jahr 1888, um Platz für eine Befestigungsanlage zu haben. Die dort arbeitenden Menschen siedelten sich an und es entstand ein kleines Dörfchen, das sich schließlich zu einer kleinen Stadt entwickelte.

## Politik
Nach der Gemeindewahl 2013 wurden von den fünf Sitzen des Gremiums vier von der Partit Laburista (PL) und einer von der Partit Nazzjonalista (PN) besetzt. Die Verteilung der Stimmenanteile zeigt das Diagramm.

## Sport
Der örtliche Fußballverein nennt sich Xgħajra Tornadoes F.C.